# 高砂堀川湊及び工楽松右衛門旧宅

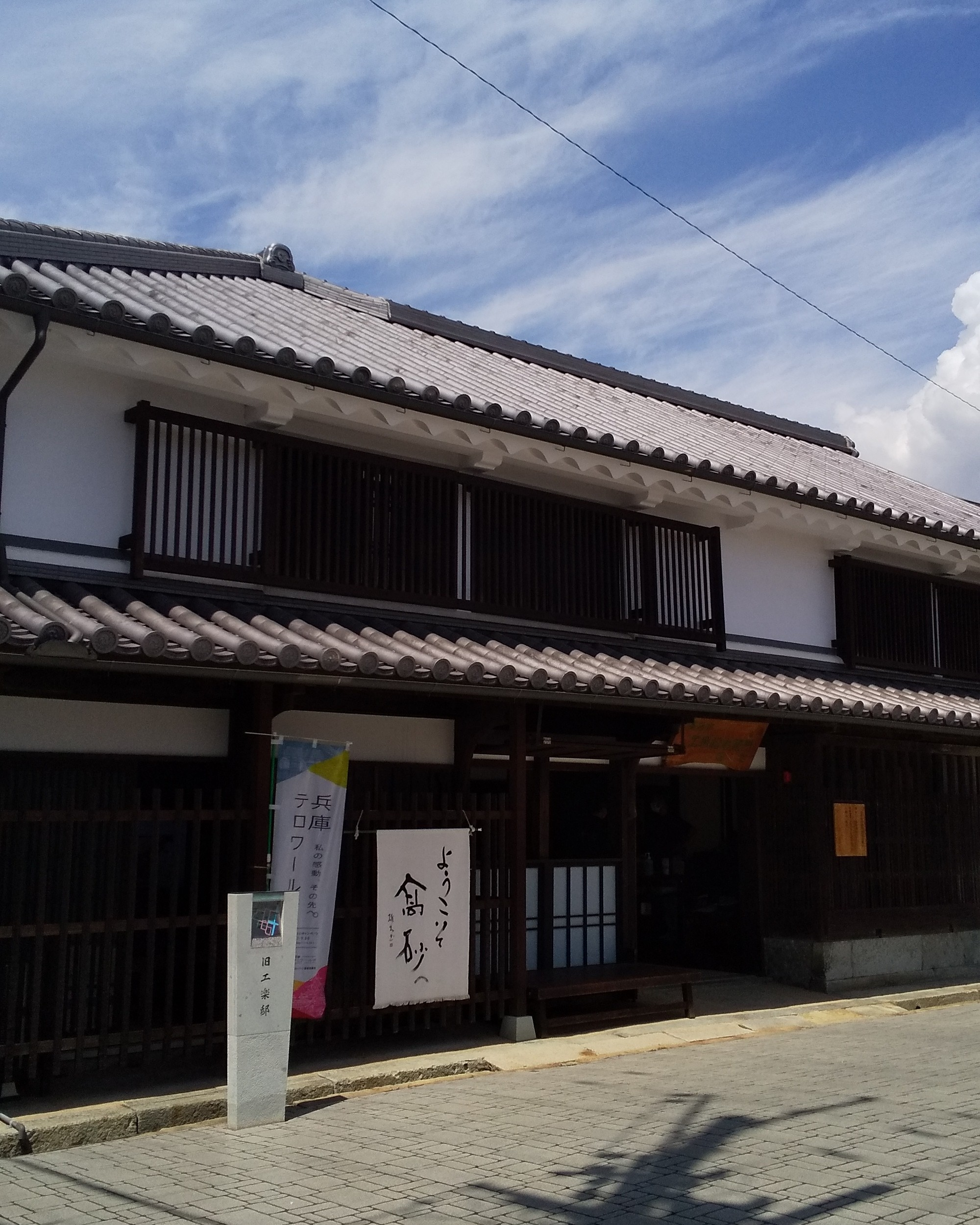
工楽松右衛門旧宅（2022年9月）

高砂堀川湊及び工楽松右衛門旧宅（たかさごほりかわみなとおよびくらくまつえもんきゅうたく）は、高砂市高砂町今津町に所在する兵庫県指定史跡である。工楽松右衛門の邸宅と南堀川の港湾遺構からなる。

## 歴史概要
- 江戸後期　旧宅が建築される[1]

- 2016年
  - 1月
    - 高砂市、工楽家より旧宅の寄贈受ける[3]
    - 旧宅が高砂市指定文化財(史跡)に指定[2]

  - 12月　旧宅の保存に向けた修理工事[3]
- 2018年
  - 3月　工事完工[3]
  - 5月　旧宅・湊遺構などが日本遺産「荒波を越えた男たちの夢が紡いだ異空間～北前船寄港地・船主集落～」に追加認定[4][5]
  - 6月3日　旧宅内部の一般公開及び記念式典[3]
- 2019年
  - 3月　高砂堀川湊及び工楽松右衛門旧宅が兵庫県指定文化財に[2]

## 工楽松右衛門旧宅
母屋は本瓦葺きの木造2階建てで、江戸時代後期の建物である。約20年間空き家となっていたが、工楽家が高砂市に寄贈し、同市が高砂地域の観光拠点となるよう整備を行った。

## 南堀川遺構
発掘調査により、護岸の石垣や雁木などの船着き場遺構が見つかった。その一部は、露出展示されている。